# جورج اسکات باروز
جورج اسکات باروز (انگلیسی: George Burrows؛ ۱۸۲۷ – ۱۹۱۷) فرد نظامی اهل بریتانیا بود.